# Le invincibili spade delle tigri volanti
Le invincibili spade delle tigri volanti  è un film del 1969 diretto da Chang Cheh.

## Trama
Il retto e invincibile leader del clan Wulin Lord Yin Ke Feng (Cheng Miu) aiuta il governo di Luoyang a scortare duecento milioni di oro all'anno e non ha mai commesso un errore. Tuttavia, perde accidentalmente le sue abilità nelle arti marziali e l'oro viene rubato da Chao Hong (Ku Feng), leader dei ladri delle Tigri Volanti. Lo spadaccino solitario Lu Yi (David Chiang) incontra Yun Piao Piao (Lee Ching) e il suo fidanzato Siang Ding (Ti Lung), che sono guardie del corpo dell'oro. Prima si combattono, per poi unire le forze ed aiutare Yin a sconfiggere Chao. Inizialmente giù di morale, Lu viene accolto dal gentile Yun e si offre volontario come guardia del corpo. 

## Distribuzione

### Edizioni home video
Il film è uscito in DVD dal 2 dicembre 2009 distribuito dalla AVO FILM, in seguito il film è stato riproposto il 15 giugno 2011 distribuito sempre dalla AVO FILM nel cofanetto Shaw Brothers - Volume 1 insieme ad altri due film I dodici medaglioni e I 13 figli del drago verde.